# Legio VII Gemina
La Legio VII Gemina (Séptima legión «gemela») fue una legión romana, creada por el emperador Galba en Clunia (Burgos) cuando fue proclamado emperador por sus tropas en contra de Nerón en el año 68.
Esta legión, nacida como Legio VII Galbiana, le sirvió para completar los efectivos de la Legio VI Victrix y obtener así un ejército que le permitiera convertirse en emperador.
La ciudad de León creció alrededor del lugar donde estaba asentada la Legión VI Victrix hasta 69, sustituida por la Legión VII Gémina en 74 procedente de Pannonia, siendo el nombre de León una evolución del término Legio, que acabó dando lugar en romance a León, ya que la actual ciudad de León nació como asentamiento de legiones romanas.

## Historia

### Siglo I
El 10 de junio del año 68, Galba creó la Legio VII con el fin de reforzar su escaso ejército en su aventura de golpe de Estado y destitución del emperador Nerón. La legión saqueó Roma, además de llevar a cabo otras operaciones. Tras el asesinato de Galba se declaró partidaria del emperador Otón, participando junto a él en su enfrentamiento con Vitelio, contra cuyo ejército combatió en la primera batalla de Bedriacum, en la que fue vencida.

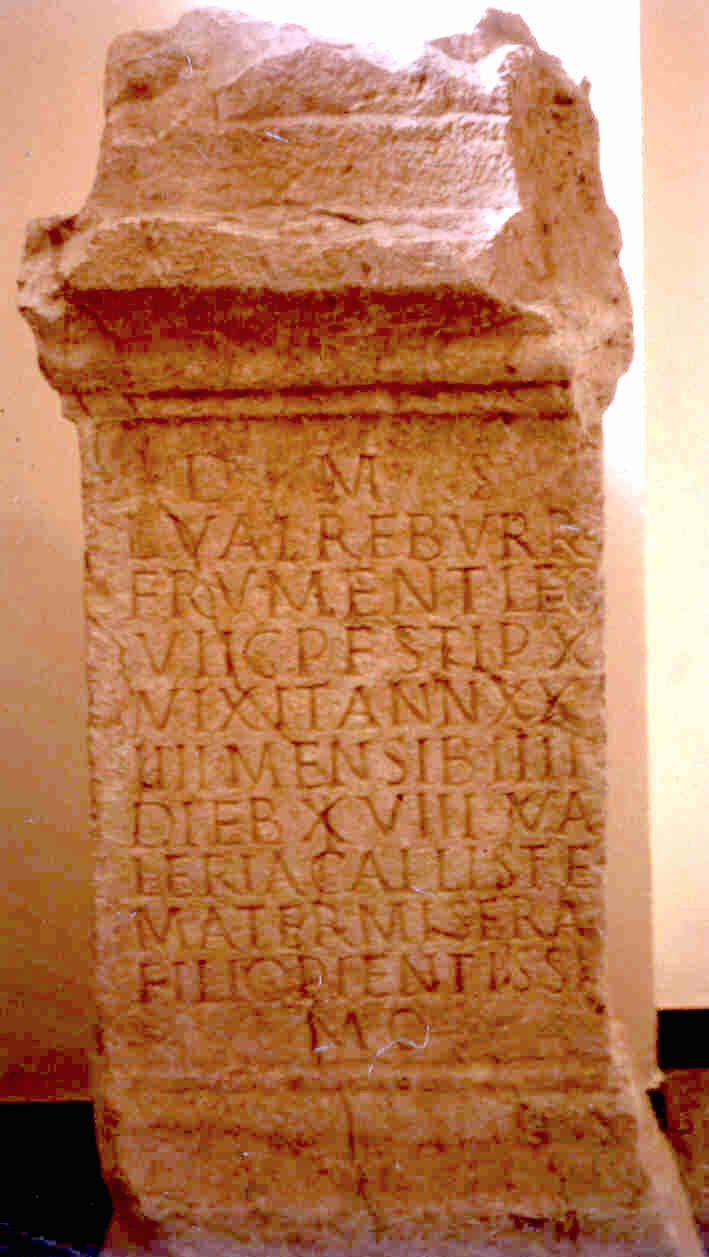
Epitafio de L. Valerius Reburrinus, frumentarius de la VII Gemina destacado en Tarraco bajo Septimio Severo.

Vitelio, una vez obtenida la púrpura, mantuvo la Legión en Italia, donde, como muchas otras unidades que habían apoyado a Otón, se declaró partidaria de Vespasiano, quien, una vez derrotado Vitelio y asegurado en el trono, procedió a refundir los mermados efectivos de la VII Galbiana con los restos de otra legión, posiblemente los de la disuelta Legio I Germanica, que se había pasado al Imperio Gálico durante la revuelta de Civilis, para formar la Legio VII Gemina Felix.
La nueva unidad fue enviada a Pannonia, para reforzar la guarnición de una frontera que había resultado debilitada por las pérdidas sufridas por sus unidades durante la segunda batalla de Bedríaco.

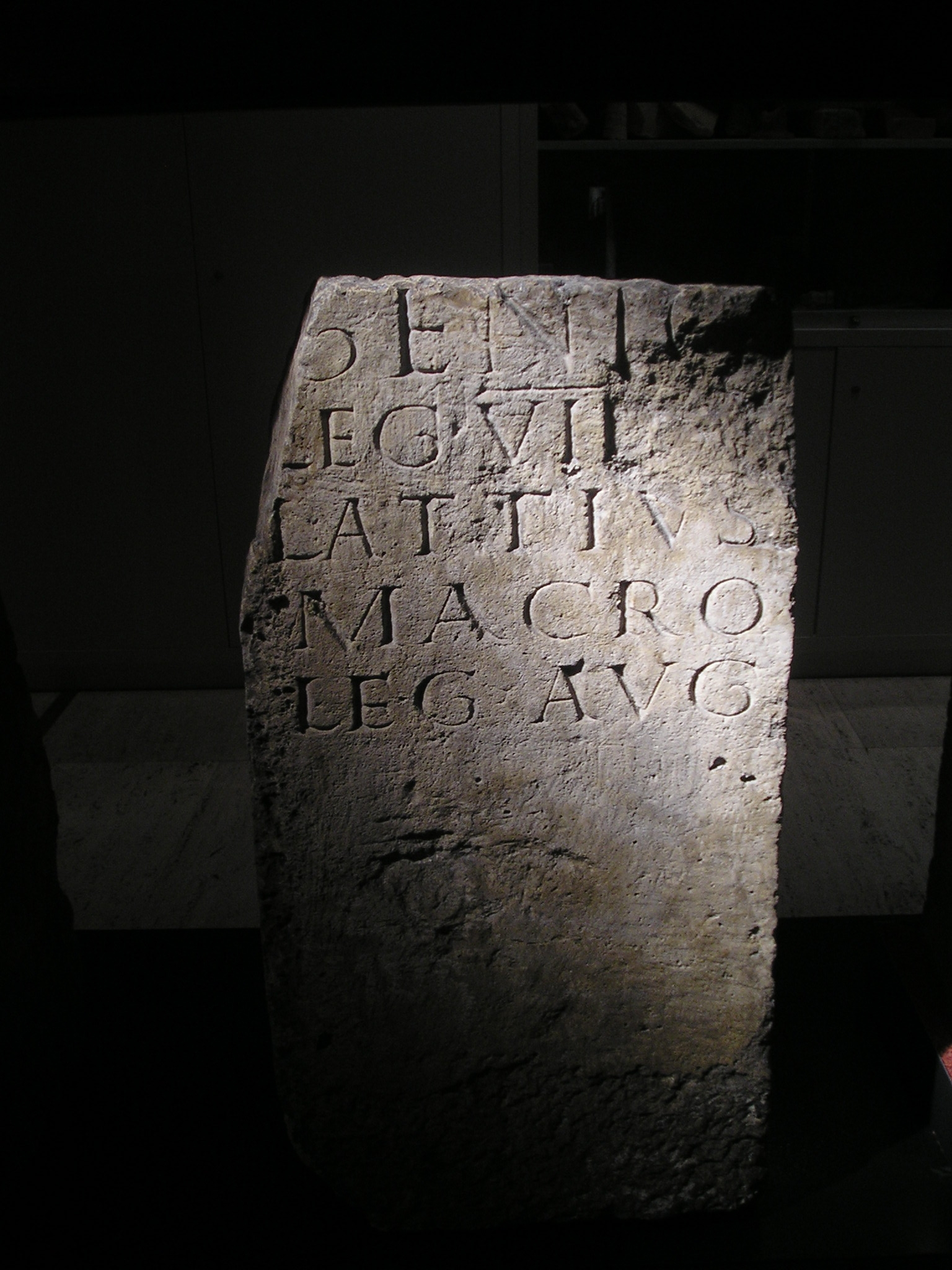
El legado L. Attius Macro dedicó esta ara votiva al Genius de la Legio VII Gemina en su castra de Legio.

En el año 74, el emperador Vespasiano decidió el traslado de la Legio VII Gemina Felix a la provincia Hispania Tarraconensis, asentándola en el antiguo campamento de la Legio VI Victrix en Legio, la actual León, donde permanecería hasta el final de la presencia romana en Hispania, de manera que la única guarnición de toda la península ibérica, situada en la mencionada provincia Tarraconensis, la formaba esta legión junto con sus unidades auxiliares. Existe la teoría que la causa del establecimiento de la Séptima Gémina en León fue para proteger las minas de oro de las Médulas (donde llegaron a trabajar 80.000 personas), y también, y principalmente, para controlar a astures y cántabros.
En el año 89, bajo Domiciano, cuando la unidad estaba dirigida por el futuro emperador Trajano, se trasladó hasta Germania Inferior para colaborar en la represión de la revuelta de L. Antonio Saturnino, aunque, pese a realizar una marcha forzada de tan sólo un mes, llegó tarde y no pudo participar en la supresión de esta revuelta, por lo que no obtuvo los epítetos de Pia Fidelis Domitiana, asignados a las legiones y unidades auxiliares que si participaron efectivamente en esta operación.
Poco después, por orden de Domiciano, envió una vexillatio a los Agri Decumates, recién incorporados al Imperio, colaborando en la construcción del sistema defensivo del nuevo limes y de las vías de comunicación locales.

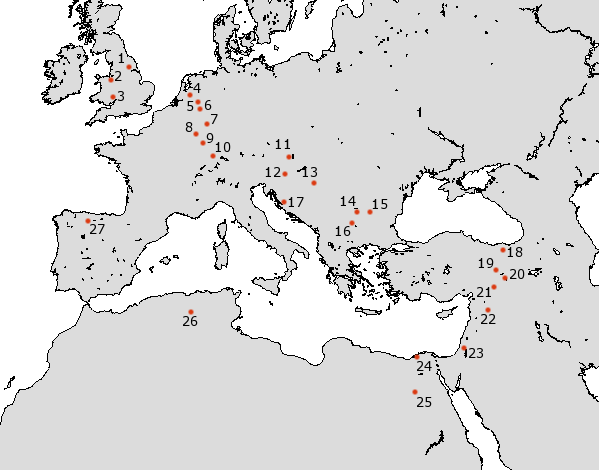
Disposición de las legiones imperiales en 80. La Legio VII Gemina estaba acampada en Legio (León) (n.º. 27).

### Siglo II
Ya bajo Trajano, la Legión pudo enviar un destacamento al Danubio para participar en las guerras dacias de Trajano. Con Adriano, envió una vexillatio a Britania, colaborando en la construcción del Muro de Adriano. Por orden de Antonino Pío, una vexillatio de la unidad fue transferida al África Proconsular, al campamento de la Legio III Augusta en Lambaesis para combatir contra los Mauri, que amenazaban la estabilidad de las provincias romanas del Magreb.
Bajo Marco Aurelio, combatió contra esos Mauri en la Bética en los años 171, asentando sus reales en Itálica, y nuevamente en 174–175, aunque su participación en esta campaña, dirigida hacia la Mauretania Tingitana, no es segura.
Sin embargo, su labor fundamental fue la de colaborar con la administración imperial de Hispania, para lo cual mantuvo destacamentos en las zonas de minas de oro de El Bierzo, Lugo, Salamanca y el Norte de Portugal, facilitó escolta y burócratas a los gobernadores provinciales y los procuradores ecuestres, y, en general, se encargó de mantener el orden en las tres provincias hispanas. Así, proporcionó personal al portorium de Tritium Magallum (Tricio, La Rioja), al de Lucus Augusti (Lugo), y a la statio de Segisama (Sasamón, Burgos).

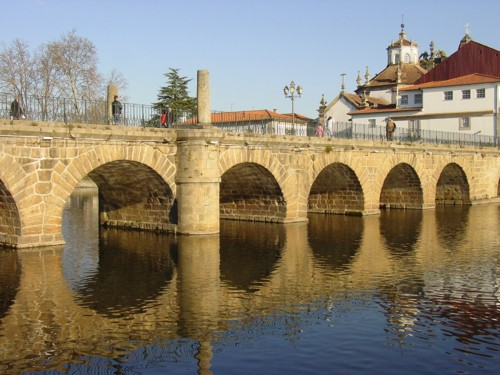
Puente de Trajano en Aqua Flaviae en el que la inscripción llamada cadrao dos pobos indica que su construcción fue sufragada por 10 comunidades de la zona y construido con ayuda de los legionarios de la VII Gemina.

También colaboró en la construcción del puente sobre el Río Támega en Aqua Flaviae (Chaves, Portugal). Así mismo, colaboró con el Ala II Flavia Hispanorum civium romanorum en la construcción de su campamento en Petavonium (Rosinos de Vidriales, Zamora).

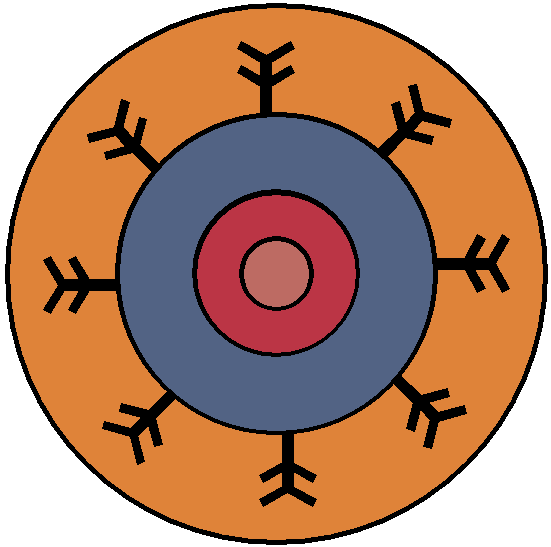
Emblema de la Séptima Gemina en la Notitia Dignitatum a comienzos del.

A finales del siglo II, se proclamó partidaria de Clodio Albino y después de Septimio Severo, que le otorgó el epíteto de Pia en 196, pasando a llamarse Legio VII Gemina Felix Pia.

## Véase también

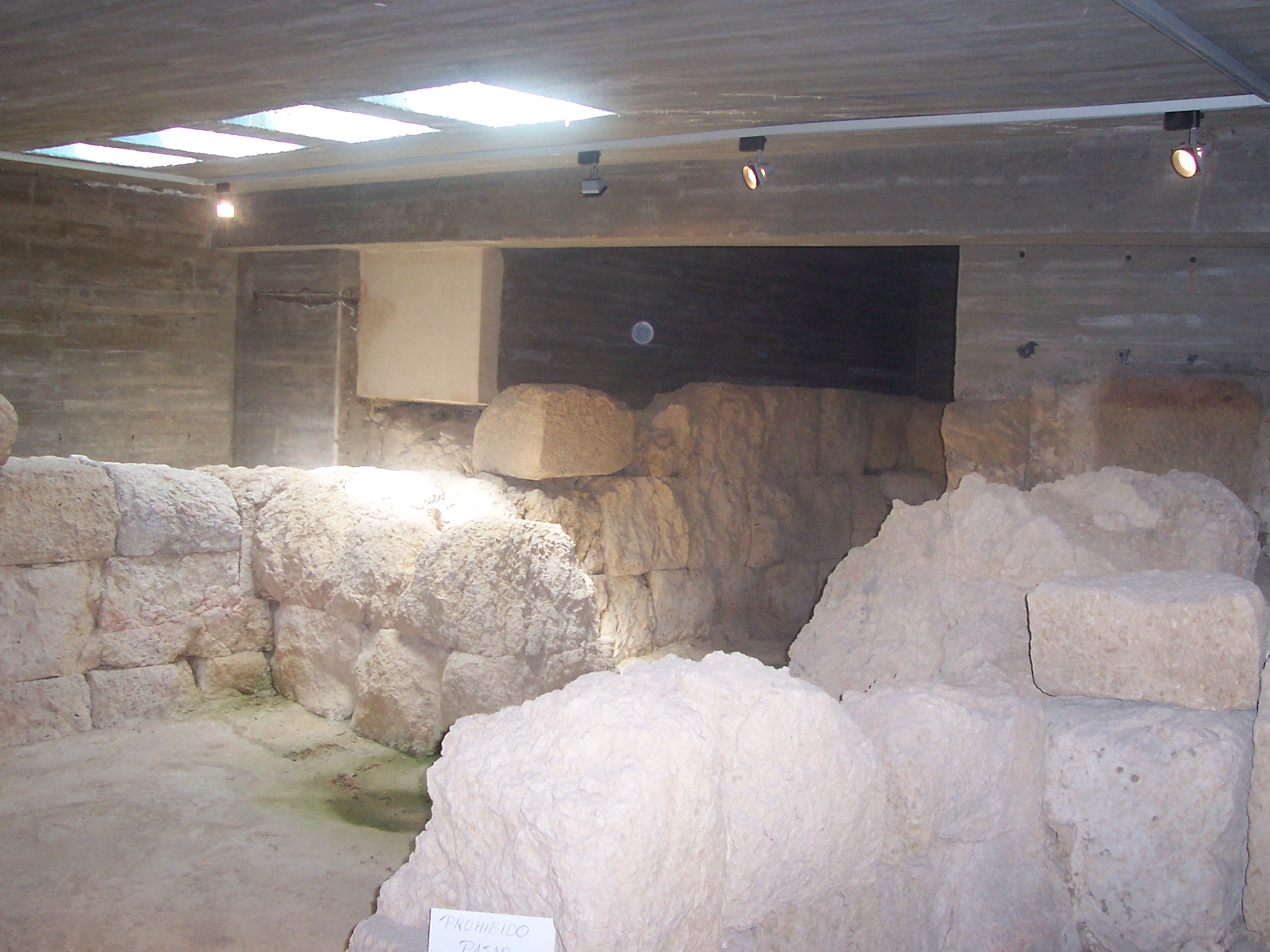
Restos de la Porta Principalis Sinistra del campamento romano de la ciudad de León, conservados en la Cripta Arqueológica de Puerta Obispo

## Bibliografía

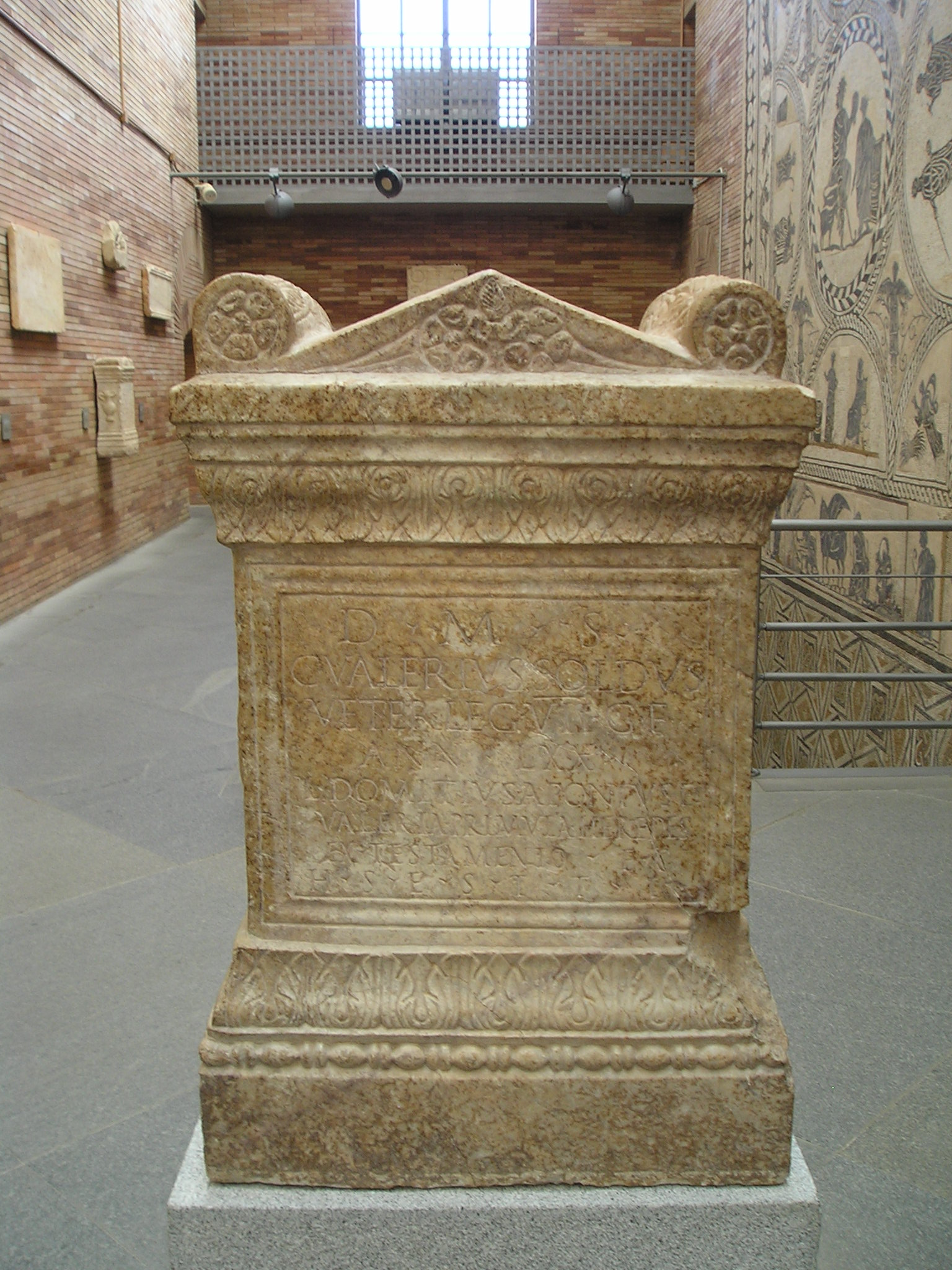
Inscripción procedente de Augusta Emerita (Mérida, Badajoz, España) erigida en honor de Gayo Valerio Soldo, veterano del siglo II de la Legio VII Gemina, por sus herederos.

### Siglo III
Las figlinae en materiales de construcción del castra de Legio indican que la legión fue fiel a Caracalla —Leg VII Gem F. P. Antoninianae—, a Severo Alejandro —Leg VII Gem F. P. Severiana—, y Gordiano III —Leg VII Gem F.P. Gordianae—.

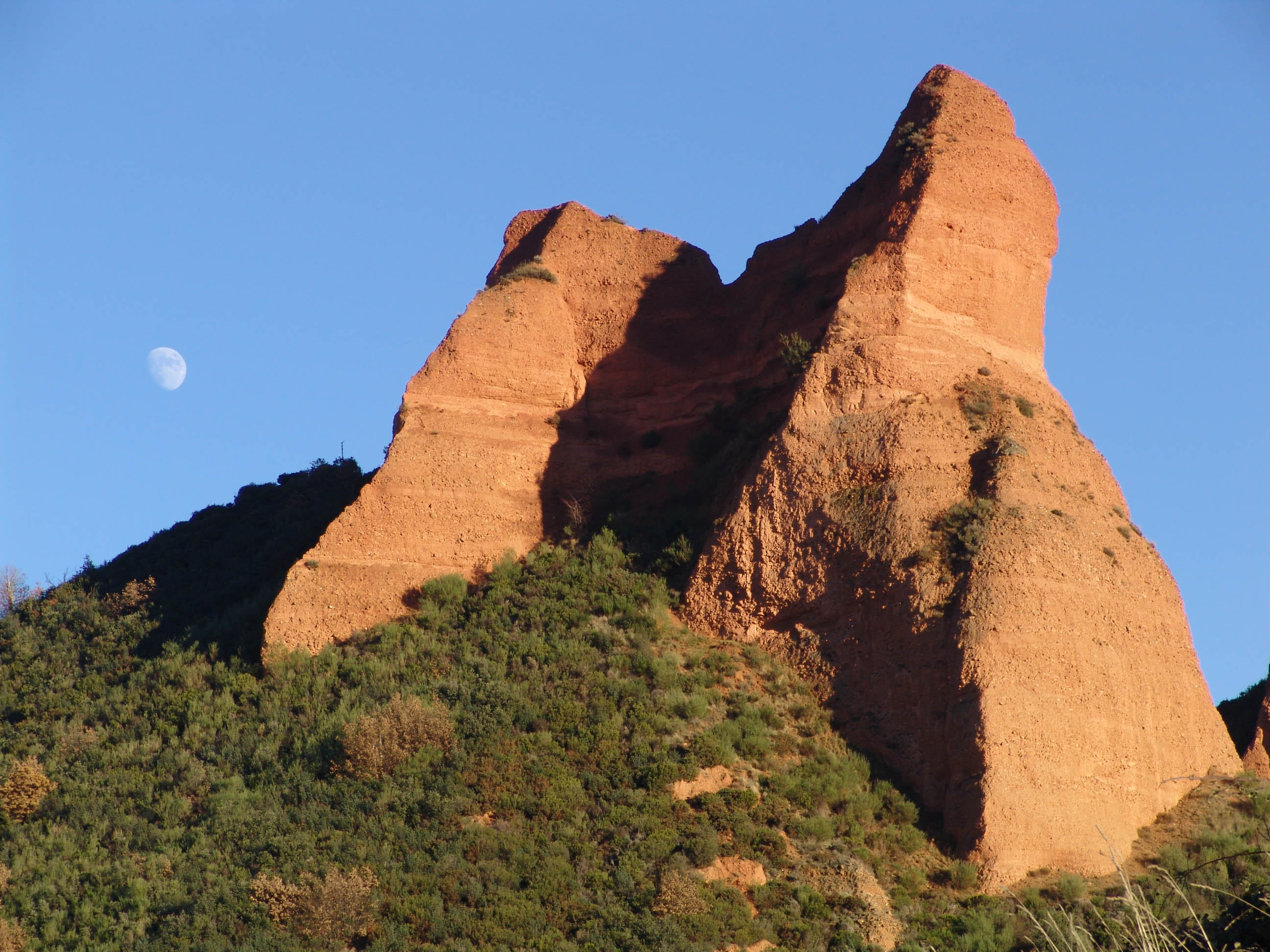
La ruina montium fue el principal método de extracción de oro en la zona de El Bierzo, colaborando en su compleja realización los soldados de la VII Gemina.

Bajo Aureliano, un destacamento de la unidad fue enviado a Oriente para aplastar el Imperio de Palmira, permaneciendo desde ese momento en la zona.

### SiglosIVyV
En el siglo IV, el mencionado destacamento fue integrado en el ejército de maniobra de oriente y destruido en la batalla de Adrianópolis, mientras que la unidad de Hispania fue transformada en unidad limitanei. 
A principios del siglo V, en los turbulentos años de la usurpación de Constantino III contra Honorio, no le resultó difícil a Constantino ganar para su causa a las provincias hispanas. Sin embargo, en el norte de la Península, dos primos de Honorio, Dídimo y Veriniano, mantuvieron al grueso de las tropas fieles a su causa hasta que fueron derrotados por César Constante, hijo de Constantino, y el general Geroncio al frente de tropas romanas de las Galias y auxiliares bárbaros llamados 'honoriaci' en algún punto de la meseta norte cercano a Palencia. Desde entonces no vuelve a tenerse noticia alguna de la Legio VII y demás fueras auxiliares de guarnición en el norte.

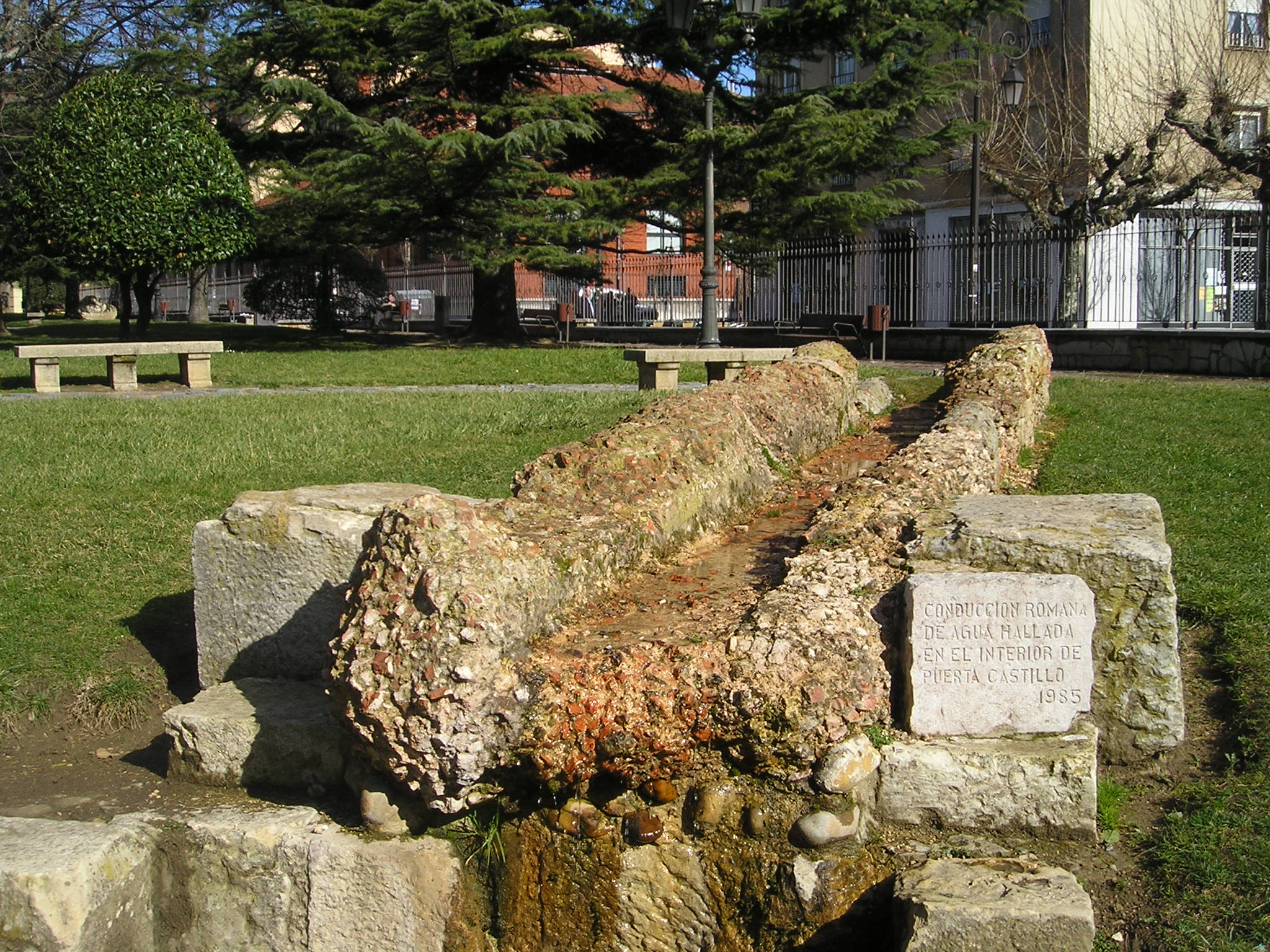
Canalización de traída de agua encontrada en la Puerta de la Cárcel de la muralla de León, construida por la Legio VII Gemina para abastecer sus instalaciones campamentales.

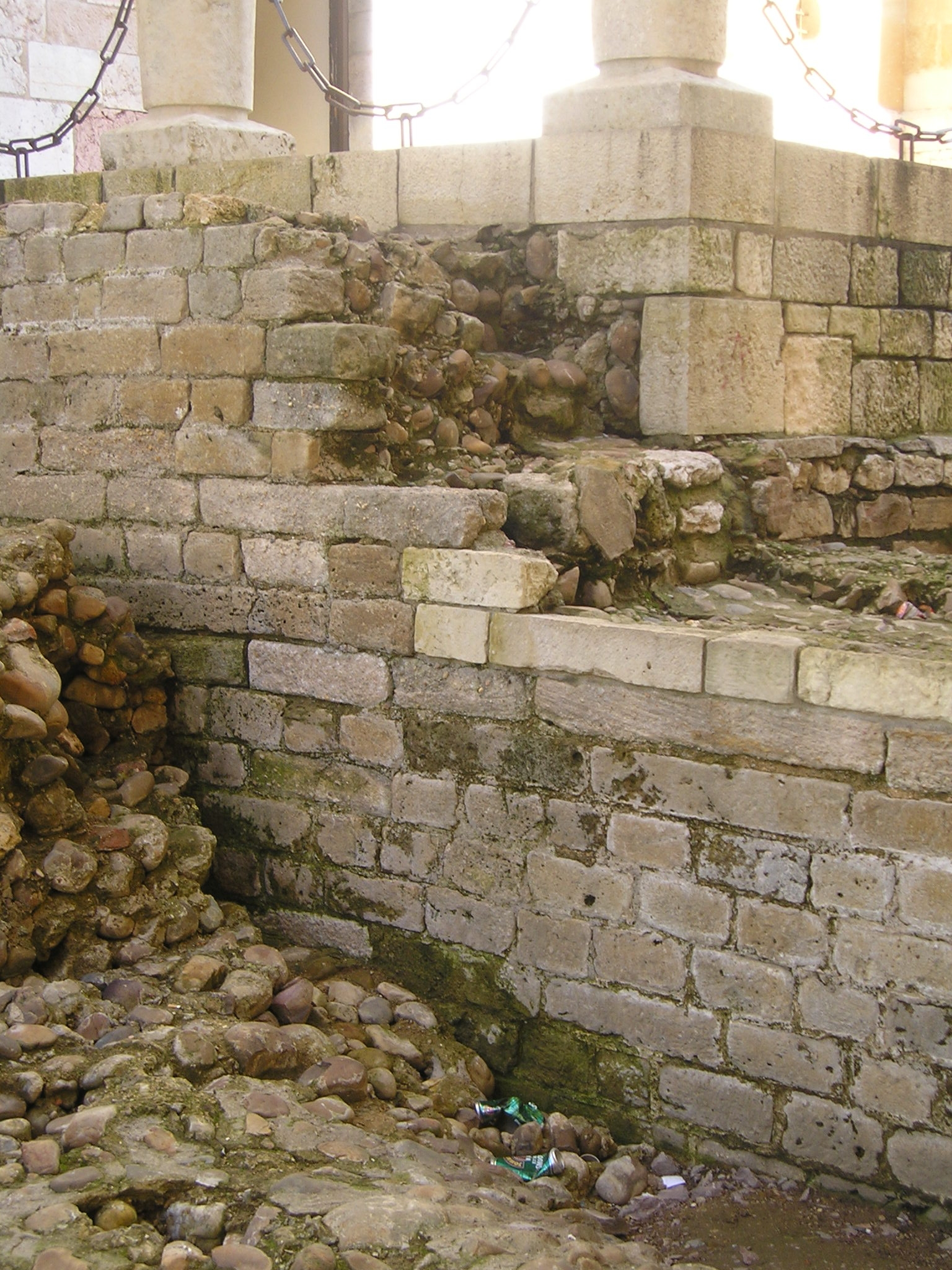
Restos de la muralla altoimperial del castra legionis VII Geminae en León.